# Hantzschova syntéza pyrrolů
Hantzschova syntéza pyrrolů je reakce β-ketoesteru (1) s amoniakem nebo primárním aminem a α-haloketonem (2) za vzniku substituovaného pyrrolu (3); objevil ji Arthur Rudolf Hantzsch. Pyrrolové skupiny jsou součástmi mnoha biologicky účinných molekul, přípravy substituovaných pyrrolů tak mají velký význam v lékařské chemii.
Jsou popsané i jiné způsoby přípravy pyrrolů, například Knorrova syntéza pyrrolů a Paalova–Knorrova syntéza.

## Mechanismus
Níže je zobrazen pravděpodobný mechanismus této reakce:
Mechanismus začíná reakcí aminu (1) s β-uhlíkem β-ketoesteru (2), jež dá vzniknout enaminu (3). Enamin poté atakuje karbonylový uhlík α-haloketonu (4). Následuje odštěpení H2O, vedoucí k tvorbě iminu (5). U tohoto meziproduktu nastane vnitromolekulární nukleofilní atak, vytvářející pětičlenný kruh (6). Nakonec se oddělí vodík a vazby pí na kruhu se přeskupí za vzniku konečného produktu (7).
Jiný navržený mechanismus zahrnuje atak enaminu (3) na α-uhlíku α-haloketonu (4), jako součást nukleofilní substituce namísto reakce s karbonylovým uhlíkem.

## Zobecněná reakce
Vysoce substituované pyrroly lze připravit v jedné nádobě z ketonů, N-jodsukcinimidu, a kyseliny p-toluensulfonsulfonové za vzniku α-jodketonu, ke kterému se poté přidají primární amin, β-dikarbonylová sloučenina, dusičnan amonno-ceričitý, a dusičnan stříbrný:

## Použití

### 2,3-dikarbonylované pyrroly
Hantzschovou syntézou lze také získat 2,3-dikarbonylované pyrroly. Tyto pyrroly jsou vhodné pro totální syntézy, jelikož se karbonylové skupiny dají přeměnit na řadu dalších.

### Substituované indoly
Reakcemi enaminů s α-haloketony lze také připravovat substituované indoly.